# 6084 Bascom
6084 Bascom è un asteroide della fascia principale. Scoperto nel 1985, presenta un'orbita caratterizzata da un semiasse maggiore pari a 2,3134680 UA e da un'eccentricità di 0,2355440, inclinata di 22,99869° rispetto all'eclittica.
Si tratta di un sistema doppio con un periodo orbitale di 43,5 ore. Il componente principale ruota con un periodo di 2,7454 ore, e l'ampiezza in magnitudine della curva di luce è 0,22.
L'asteroide è dedicato alla geologa statunitense Florence Bascom.